# Dominique Villars
Dominique Villars o Villar (Le Noyer, 14 novembre 1745 – Strasburgo, 26 giugno 1814) è stato un botanico francese.
La sua opera principale è Histoire des Plantes du Dauphiné pubblicato tra il 1786 e il 1789, in cui sono descritti circa 2 700 specie (in particolare piante alpine), dopo oltre venti anni di osservazione nella regione Delfinato nel sud della Francia. Il suo erbario e i suoi manoscritti sono stati conservati presso il Museo di Storia Naturale di Grenoble.

## Opere principali
- Benoît Dayrat (2003). Les Botanistes et la Flore de France. Trois siècles de découvertes, scientific magazine of the Muséum national d'histoire naturelle : 690 p.